# غار بزنگان

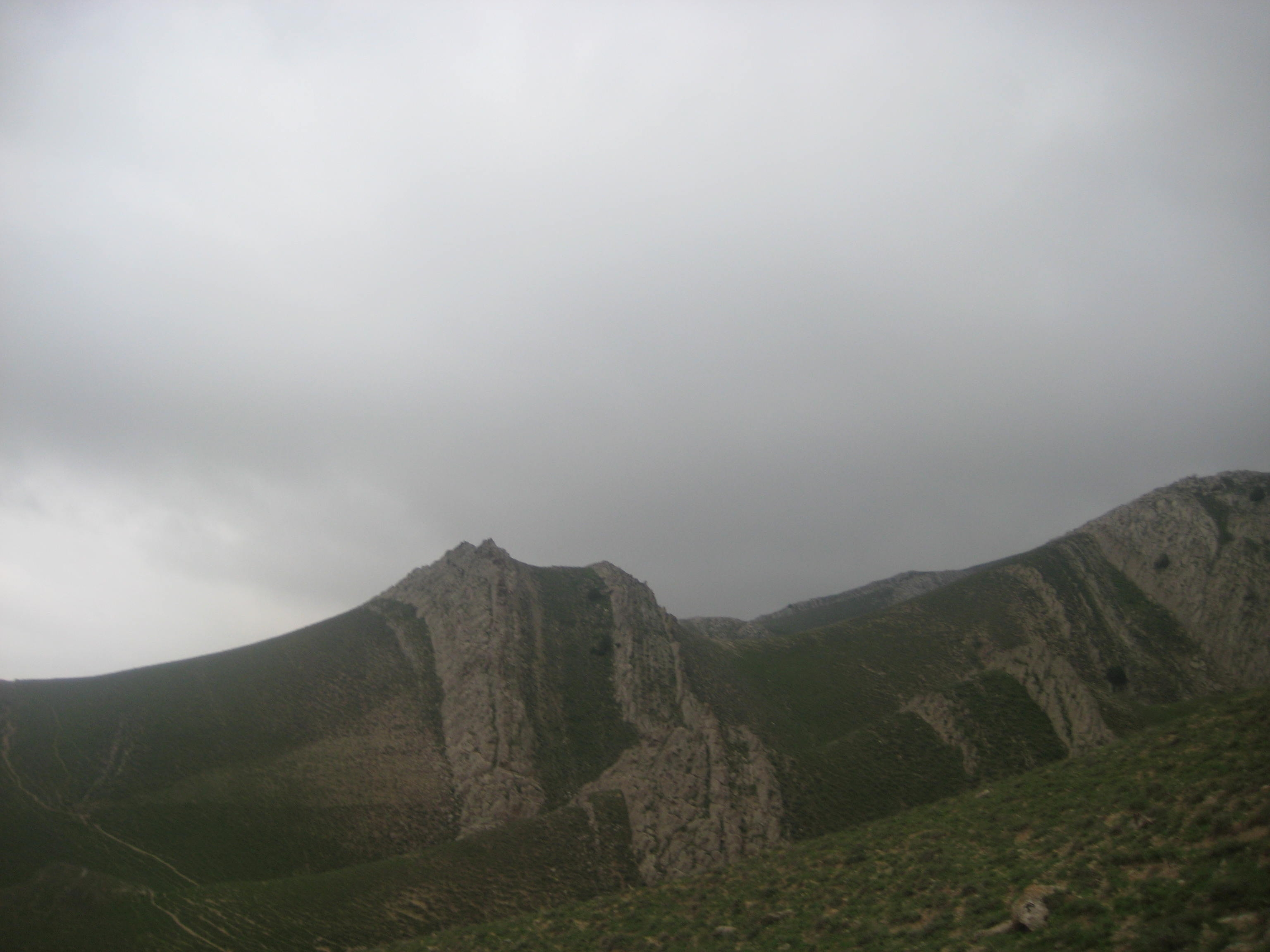
نمایی از رشته کوه بزنگان

غار بزنگان در شش کیلومتری جنوب غربی دهکده بزنگان واقع شده و قدمت آن به پیش از میلاد بر می‌گردد. غار بزنگان آهکی بوده و دارای ستون‌های استالاگتیت و استالاگمیت می‌باشد. کف غار خاکی و صاف و دهانه آن رو به شمال قرار دارد و در داخل آن نیز آب آشامیدنی وجود دارد و به لحاظ قدمت تاریخی تحت شماره ۶۵۹ در زمره آثار تاریخی به ثبت رسیده‌است. 